# Laëticia Bapté
Laëticia Bapté (* 8. Februar 1999 in Fort-de-France) ist eine französische Hürdenläuferin, die sich auf die 100-Meter-Distanz spezialisiert hat.

## Sportliche Laufbahn
Erste internationale Erfahrungen sammelte Laëticia Bapté im Jahr 2015, als sie bei den CARIFTA-Games in Basseterre im 100-Meter-Lauf mit 12,29 s in der ersten Runde in der U17-Wertung ausschied und im Hürdensprint in 14,59 s den sechsten Platz belegte. Im Jahr darauf belegte sie bei den CARIFTA-Games in St. George’s in 25,43 s den achten Platz im 200-Meter-Lauf und erreichte im Hürdensprint in 13,86 s Rang vier, während sie mit der 4-mal-100-Meter-Staffel von Martinique in 47,90 s den fünften Platz belegte. 2017 gewann sie bei den CARIFTA-Games in Willemstad in 13,79 s die Bronzemedaille in der U20-Altersklasse und schied über 100 Meter 12,40 s in der ersten Runde aus. Im Jahr darauf belegte sie bei den CARIFTA-Games in Nassau in 13,93 s den vierten Platz im Hürdenlauf und gewann mit der 4-mal-100-Meter-Staffel in 46,48 s die Bronzemedaille. Anschließend nahm sie an den Zentralamerika- und Karibikspielen in Barranquilla teil und scheiterte dort mit 13,89 s im Vorlauf. 2021 gelangte sie bei den Halleneuropameisterschaften in Toruń ins Halbfinale über 60 Meter Hürden und schied dort mit 8,13 s aus. Im Juli klassierte sie sich dann bei den U23-Europameisterschaften in Tallinn mit 13,27 s auf dem sechsten Platz. 2022 schied sie bei den Weltmeisterschaften in Eugene mit 12,93 s im Halbfinale aus, wie auch anschließend bei den Europameisterschaften in München mit 13,16 s.
2023 belegte sie bei den Halleneuropameisterschaften in Istanbul in 7,97 s den fünften Platz über 60 Meter Hürden. Im Juni wurde sie bei der 1. Liga der Team-Europameisterschaft im Rahmen der Europaspiele in Chorzów in 12,82 s Dritte und im August schied sie bei den Weltmeisterschaften in Budapest mit 12,93 s in der ersten Runde aus. Im Jahr darauf schied sie bei den Europameisterschaften in Rom mit 12,95 s im Halbfinale aus, ehe sie im August bei den Olympischen Sommerspielen in Paris mit 12,92 s in der Hoffnungsrunde ausschied. 2025 verbesserte sie sich in der Halle auf 7,76 s über 60 m Hürden und schied Anfang März bei den Halleneuropameisterschaften in Apeldoorn mit 8,12 s bereits im Halbfinale aus.
In den Jahren von 2021 bis 2023 und 2025 wurde Bapté französische Hallenmeisterin im 60-Meter-Hürdenlauf.

## Persönliche Bestleistungen
- 100 Meter: 11,60 s (+1,1 m/s), 13. April 2024 in Remire-Montjoly
  - 60 Meter (Halle): 7,72 s, 25. Februar 2018 in Val-de-Reuil
- 100 m Hürden: 12,69 s (+0,5 m/s), 30. Juli 2023 in Albi
  - 50 m Hürden (Halle): 6,73 s, 13. Februar 2025 in Liévin (französischer Rekord)
  - 60 m Hürden (Halle): 7,76 s, 22. Februar 2025 in Miramas